# Martin Gruber
Martin „Kentigern“ Gruber (22. července 1971 – 30. října 2021) byl český kněz, básník a překladatel. Působil v Plzeňské diecézi Církve československé husitské a jako duchovní představený Řádu českých filidů.
Pokřtěn byl v Církvi československé. V devadesátých letech byl v noviciátu římskokatolického řeholního Řádu bratří kazatelů (dominikánů), kde byl jeho spolubratrem např. Ivan Odilo Štampach. Věčné sliby však nesložil a po čase z římskokatolické církve přešel do Starokatolické církve, kde byl inkardinován jako bohoslovec. O mnoho let později vystudoval bakalářský obor Teologie křesťanských tradic na Institutu ekumenických studií Evangelické teologické fakulty Univerzity Karlovy v Praze. Při psaní bakalářské práce (Keltské křesťanství na britských ostrovech) zúročil svůj celoživotní zájem o keltské křesťanství a keltské mýty. Pravidelně o tomto tématu publikoval články v časopise Getsemany, ale také v časopise Katabáze. V posledním období svého života nalezl Martin Gruber duchovní domov v Plzeňské diecézi Církve československé husitské, kde také v roce 2017 přijal v mirovickém kostele sv. Jana Husa a Jeronýma Pražského z rukou biskupa Filipa M. Štojdla jáhenské svěcení. Jako jáhen sloužil v náboženských obcích v Mirovicích, Jindřichově Hradci, Táboře, Vodňanech a v Písku. Mimořádně činný byl na poli ekumeny, aktivní byl ve Společenství filidů opata Columcilla, v tzv. Řádu českých filidů, kde užíval jméno Kentigern. V roce 2021 přijal z rukou biskupa F. M. Štojdla také kněžské svěcení.
Zemřel v den keltského svátku Samhain.